# ديف هاينز
ديف هاينز (بالإنجليزية: Dave Hynes)‏ هو لاعب هوكي الجليد أمريكي، ولد في 17 أبريل 1951 في كامبريدج في الولايات المتحدة.

## وصلات خارجية
- ديف هاينز على موقع دوري الهوكي الوطني (الإنجليزية)
- ديف هاينز على موقع قاعة مشاهير الهوكي (لاعب أن.إتش.أل) (الإنجليزية)
- ديف هاينز على موقع EliteProspects.com (الإنجليزية)
- ديف هاينز على موقع Hockey-Reference.com (الإنجليزية)